# 羈縻政策
羈縻政策（きびせいさく）とは、中国の王朝によっておこなわれた周辺の異民族に対する統御政策の呼称。古くは漢の時代にもみられるが、唐の時代に最も巧みに利用された。

## 概要
中国の王朝は、周辺の異民族・諸国家に対し政治的・軍事的・文化的な従属関係をつくりあげたが、これらの具体化は、領域化（内地化）・羈縻・冊封などの形態を取った。まず、領域化とは、支配地に内地と同じ州県を設置し、中央から官僚を送り込んで、そこの住民を中国の国法下に置いて直接支配することである。次に、冊封とは、周辺民族・国家の首長に王や侯といった中国の爵号を与え、形式的な君臣関係の元に中国の支配秩序に組み込むことである。両者に対し、羈縻とは、特に中国に近い友好的な国王・首長を選び、都督・刺史・県令などに任じ、彼らがもともと有していた統治権を中国の政治構造における官吏であるという名目で行使させたものである。このような羈縻政策が適用された地域を羈縻州あるいは羈縻衛所という。したがって羈縻州の長官は唐に羈縻衛所の長は明に対してそれぞれ一地方官吏であり、部族内部から見れば王または首長であった。一般に冊封と対比されているが、歴史的には冊封と対立しておこなわれたのではない。羈縻の羈は馬の手綱、縻は牛の鼻綱のことをさす。

## 唐における展開
唐における羈縻州は、その初期には辺境の都督府が管掌し、漢人官僚の下に首長など辺外部族の有力者が組織されたが、領域が広がるにしたがって新たに都護府が設けられ、これによって統括されるようになった。都護府では長官である都護をはじめ主要な職員はすべて漢人あるいは漢化した異民族が当てられた。これらの都護府はほとんど太宗・高宗の時代に置かれた。羈縻政策の元に置かれた国王・首長は、都護府の下の都督・刺史・県令などに任命された。

## 明における展開
明朝は、女真・チベット・苗など、民族単位での統一政権を樹立していない諸民族に対して官職を授ける際、その規模の大小に応じ、衛所の指揮官の称号を授与した。このように、近隣諸民族の諸侯に対し名目的に称号を付与することによって成立した諸衛を「羈縻衛（きびえい）」という。
羈縻衛所は、印璽とともに辞令と身分証を兼ねた勅書を民族・部族の長に与え、衛所の長に任命し成立したが、明からの内政干渉は無かった。また、中国内地の軍事組織と異なり、任命された長に朝貢の際の馬市での取引は認めたが俸禄は無く、さらに構成員に対する兵役も無かった。ちなみに、朝貢や馬市での取引には、勅書が必要であった。

## 中国史における役割
20世紀前半の中国史では唐の世界政策を羈縻政策に則ったものとする見方が有力であったが、西嶋定生が冊封に注目した東アジア世界論（冊封体制論）を提唱してからは冊封体制に重点が移された。とはいえ羈縻政策と冊封は必ずしも対立するものではなく、渤海王が忽汗州都督として羈縻政策に組み込まれているように補完的な関係も見出される。突厥の可汗についても唐（隋）と突厥に父子（舅婿）関係や君臣関係があったとし冊封関係を適用する見方から、『新唐書』「太宗紀」に太宗が「天可汗」と号したとあることから突厥はこのときすでに羈縻支配に移行していたとみる説もある。
また、ひろく府兵制などと羈縻政策を関連付ける見方や、羈縻政策とは冊封と直接支配の中間に過ぎずその後退によって冊封関係が主流となったとする見方などが存在し、羈縻政策についての評価は必ずしも一定ではない。